# Smolanek
Smolanek (auch: Smolonek, deutsch Jugendfelde) ist ein Ort in der polnischen Woiwodschaft Ermland-Masuren und gehört zur Gmina Olsztynek (Stadt- und Landgemeinde Hohenstein i. Ostpr.) im Powiat Olsztyński (Kreis Allenstein).

## Geographische Lage
Smolanek liegt am Jugendfelder See (polnisch Jezioro Smolanek) im Südwesten der Woiwodschaft Ermland-Masuren, 14 Kilometer südöstlich der früheren Kreisstadt Osterode in Ostpreußen (polnisch Ostróda) bzw. 25 Kilometer südwestlich der heutigen Kreismetropole und Woiwodschaftshauptstadt Olsztyn (deutsch Allenstein).

## Geschichte
Erstmals urkundlich erwähnt wurde der seinerzeit Guegen genannte Ort im Jahre 1351. Nach 1351 Gugendfeldt und nach 1550 Jugenfeld genannt bestand das Dorf aus mehreren kleinen Höfen und Gehöften. 1874 kam die Landgemeinde Jugendfelde zum neu errichteten Amtsbezirk Osterwein (polnisch Ostrowin) im Kreis Osterode in Ostpreußen und gehörte ihm bis 1945 an.
Im Jahre 1910 waren 151 Einwohner in Jugendfelde gemeldet. Ihre Zahl verringerte sich bis 1933 auf 124 und belief sich 1939 auf 106.
Mit dem gesamten südlichen Ostpreußen wurde Jugendfelde 1945 in Kriegsfolge an Polen überstellt. Der Ort erhielt die polnische Namensform „Smolonek“, jetzt auch „Smolanek“ und ist in das Schulzenamt (polnisch Sołectwo) Gaj (Gay, 1932 bis 1945 Neuhain) innerhalb der Stadt- und Landgemeinde Olsztynek (Hohenstein i. Ostpr.) im Powiat Olsztyński (Kreis Allenstein) eingegliedert, bis 1998 der Woiwodschaft Olsztyn, seither der Woiwodschaft Ermland-Masuren zugehörig. Eine Bebauung des Ortes ist derzeit nicht vorhanden, einzig der Friedhof mit größtenteils nicht mehr leserlichen Grabsteinen und die Reste eines kleinen, in etwa kubischen Betonbauwerks weisen auf das ehemalige Dorf hin.

## Kirche
Jugendfelde war bis 1945 in die evangelische Kirche Wittigwalde (polnisch Wigwałd) in der Kirchenprovinz Ostpreußen der Kirche der Altpreußischen Union, außerdem in die römisch-katholische Kirche Osterode in Ostpreußen (polnisch Ostróda) eingepfarrt.
Heute gehört Smolanek katholischerseits zur Pfarrei Wigwałd im Erzbistum Ermland, evangelischerseits zur Kirchengemeinde Olsztynek, einer Filialgemeinde der Christus-Erlöser-Kirche Olsztyn in der Diözese Masuren der Evangelisch-Augsburgischen Kirche in Polen.

## Verkehr
Vom Nachbarort Wigwałd (Wittigwalde) führt ein Forstweg, der nicht in voller Länge problemlos befahrbar ist, in den etwas abgelegenen Ort Smolanek. 